# 石川光庸
石川 光庸（いしかわ みつのぶ、1942年 - ）は、日本のドイツ語学者、京都大学名誉教授。ゲルマン語学、独語専攻。

## 人物・来歴
埼玉県生まれ。埼玉県立熊谷高等学校をへて、東京教育大学卒、慶應義塾大学大学院博士課程中退。	
慶大助手をへて、商学部助教授。1976年京都大学教養部助教授、教授をへて、人間・環境学研究科教授。2008年定年退任、名誉教授。	

## 著書
- 『匙はウサギの耳なりき ドイツ語源学への招待』白水社, 1993.9
- 『ドイツ語〈語史・語誌〉閑話』現代書館, 2012.3

### 共著
- 『ドイツ会話40章 ペラペラまでもう一歩』石川サスキア共著. 白水社, 1978.3
- 『立体学習ドイツ重要単語2200』サスキア・石川=フランケ 共著. 白水社, 1987.4
- 『ユーブングスグラマティク』河崎靖共著. 白水社, 2007.3
- 『効率よく覚えるドイツ重要単語2200』サスキア石川=フランケ 共著. 白水社, 2009.12

### 翻訳
- フリードリヒ・クルーゲ『ドイツ語の諸相 キリスト教から隠語の世界まで』吉島茂共訳. クロノス, 1981.6
- B.C.ドナルドソン『オランダ語誌 小さな国の大きな言語への旅』河崎靖共訳. 現代書館, 1999.12
- W.シュトゥーベンフォル編『グリム家の食卓 手作りのオリジナルレシピ210』石川サスキア共訳. 白水社, 2000.11
- 『ヘーリアント(救世主) 古ザクセン語』訳・著. 大学書林, 2002.8
- ヨハネス・デ・テプラ『死神裁判 妻を奪われたボヘミア農夫の裁判闘争』青木三陽共訳. 現代書館, 2018.2

## 論文
- <石川光庸